# リポビタンD Sports Nonfiction
リポビタンD Sports Nonfiction（ - デイ スポーツ ノンフィクション）は、2006年4月1日から2011年3月31日までTOKYO FMをキーステーションにJFN系列全国ネットで放送されていたラジオ番組。リポビタンDの大正製薬による一社提供番組。

## 概要

### 基本放送時間
7:10 - 7:20 （月曜 - 金曜）

### 放送内容
前半はオープニングタイトルコールの後、スポーツニュース、15秒CM1本挟み、後半では毎回1つスポーツに関するテーマについて、電話インタビュー（稀にスタジオでのインタビューのことも）、のちテーマにちなんだ曲をかける。そのあとにプレゼントの当選者とメッセージの紹介。15秒CM2本、エンディングタイトルコールで終了。

### プレゼント
番組では、がんばっているメッセージを募集していて、毎日1つ紹介している。番組で紹介されるとリポビタンD1ケース（20本）が贈られる。また、スポーツ川柳も募集しており、こちらは大賞に選ばれるとリポビタンD50本が贈られる。これらは番組のウェブサイトから応募することができる。

### ラジオCM
オフィスやプライベートなど、サラリーマン、OLの過酷な日常をラジオドラマコント風にした15秒CM。毎日3本シャッフル形式でOAしている。半年（毎年4月、10月）ごとに新作が登場し、その作品数はおおよそ数百本。

## 歴史
この時間帯のスポーツニュースは立花裕人のMORNING FREEWAYが放送されていた2000年4月に「リポビタンD SPORTS DASH!!」が放送開始になったことから始まる。その後、2003年4月に「リポビタンD FIELD OF SPORTS」に改題。2004年10月に6Sense開始に伴い、「リポビタンD SPORTS FILE」に改題。2006年4月のEyes On Japan開始時から現在のタイトルでの放送となった。2006年10月からはEyes On Japan終了に伴い、2008年3月まではSKYの1コーナー、2008年4月からは新番組クロノスの1コーナーとして放送。2010年4月から9月は7:10、2011年1月からは月・水・金のみ7:19に『ジブラルタ生命 Heart to Heart ありがとう、先生!』という1分間のコーナーが開始されたことにより、放送時間が9分間になった。
スポンサーは開始時から一貫して大正製薬となっており、リポビタンDのプレゼントも開始時から行われている。

## 出演
2010年4月 - 2011年3月
- 中西哲生・古賀涼子 （「クロノス」パーソナリティ）
スポーツニュース担当
古賀涼子 （「クロノス」パーソナリティ）
オープニングとエンディングのタイトルコールは、2008年9月まで「クロノス」パーソナリティであった中田美香、提供読み上げは古賀涼子。

2009年4月 - 2010年3月
- 中西哲生・柴田幸子 （月 - 木）
- リサ・ステッグマイヤー（金曜）
3人とも「クロノス」パーソナリティ
- 永田実（元TOKYO FMアナウンサー、現フリー）（金曜）
スポーツニュース担当
月曜 - 木曜は柴田がスポーツニュースも担当

2008年10月 - 2009年3月
- 八代英輝・柴田幸子 （月 - 木）
- リサ・ステッグマイヤー（金曜）
3人とも「クロノス」パーソナリティ
- 田畑智佳子（金曜）
スポーツニュース担当
月曜 - 木曜は柴田がスポーツニュースも担当

2008年4月 - 2008年9月
- 八代英輝・中田美香（月 - 木）
- リサ・ステッグマイヤー（金曜）
3人とも「クロノス」パーソナリティ
- 田畑智佳子（金曜）
スポーツニュース担当
柴田幸子

2006年10月 - 2008年3月
- 石川實
「SKY」パーソナリティ
- 田畑智佳子（月 - 金、2007年10月 - 2008年3月担当）
スポーツニュース担当
スポーツニュース終了後、CM前に石川がスポーツニュース担当者にその日の放送内容に関連する短い質問を行うのが恒例となっている。

2006年4月 - 9月
- 七尾藍佳（番組後半のインタビューを担当）
- 谷中修悟（番組前半のスポーツニュースと、プレゼント当選者の発表及びプレゼントとスポーツ川柳の告知を担当）
ともに「Eyes on Japan」パーソナリティー